# Montealtosuchus
Montealtosuchus is een geslacht van uitgestorven Crocodylomorpha. Het was geen jager die vanuit een hinderlaag zijn prooi pakte, maar een actieve jager. Hij jaagde waarschijnlijk op kleine dinosauriërs en pterosauriërs. Montealtosuchus was een lid van de familie der Peirosauridae en leefde samen met zijn verwant Uberabasuchus. In hetzelfde gebied leefden gelijksoortige krokodillen van de familie Baurusuchidae. Beide families behoorden tot de orde Mesosuchia, maar waren daarbinnen niet nauw verwant. Montealtosuchus was kleiner dan zijn drie meter lange verwant Uberabasuchus, maar met 1,80 meter niet ongevaarlijk. Montealtosuchus leefde in Brazilië in het begin van het laat-Krijt.